# Vaxholms landsfiskalsdistrikt
Vaxholms landsfiskalsdistrikt var 1918-1958 ett landsfiskalsdistrikt i Stockholms län, bildat som Värmdö landsfiskalsdistrikt när Sveriges indelning i landsfiskalsdistrikt trädde i kraft den 1 januari 1918, enligt beslut den 7 september 1917. Namnet ändrades 1 januari 1948 till Vaxholms landsfiskalsdistrikt. Den 1 januari 1959 (enligt beslut den 30 juni 1958) upplöstes distriktet och dess område delades mellan landsfiskalsdistrikten Gustavsberg och Österåker.
Landsfiskalsdistriktet låg under länsstyrelsen i Stockholms län.

## Ingående områden
När Sveriges nya indelning i landsfiskalsdistrikt trädde i kraft den 1 oktober 1941 (enligt kungörelsen den 28 juni 1941) tillfördes Ljusterö landskommun från Österåkers landsfiskalsdistrikt och regeringen anförde i kungörelsen att den ville i framtiden besluta om Vaxholms stads förenande med landsfiskalsdistriktet. 1 januari 1948 införlivades staden Vaxholm i landsfiskalsdistriktet, dock med bibehållande av stadsfiskalstjänsten i staden. Åklagarmyndigheten i staden skulle fortsatt utövas av stadsfiskalen. Samma datum ändrades distriktets namn till Vaxholm. När Sveriges nya indelning i landsfiskalsdistrikt trädde i kraft den 1 januari 1952 (enligt kungörelsen 1 juni 1951) ändrades distriktets omfattning.

### Från 1918
Värmdö skeppslag:
- Djurö landskommun
- Möja landskommun
- Norra delen av Värmdö landskommun:
  - De på Värmdölandet belägna hemmanen Vreta, Nyvarp, Öster- och Västerskägga, Lillsved, Edslösa, Bolvik, Löknäs, Noor, Myttinge, Vårholma, Norrnäs, Norråva (Norrhova), Kalvsvik, Boda, Siggesta, Sund.[3]
  - Den del av Värmdö landskommun som tillhörde Vaxholms församling: Rindön, Skarpön, Ramsön, Tynningön.[3]
  - På Vindön eller nordost om Värmdölandet (inom Värmdö församling) belägna öar: Grinda, Svartsö, Lådna, Hjälmö, Karklö, Skälsvik, Alsvik, Träskö, Gällnönäs, Gällnö, Värmgärdet, Fjällsvik, Skaft, Sollenkroka, Skarpö, Tranvik, Löknäs, Argboda, Högbena, Bodatorp, Överby.[3]

### Från 1 oktober 1941
Värmdö skeppslag:
- Djurö landskommun
- Möja landskommun
- Del av Värmdö landskommun:
  - Följande jordregisterenheter i Värmdö landskommun: Alsvik 11, Boda 11, Bolvik 11, Edslösa 11, Grinda 11, Gällnö 41, Gällnönäs 11, Hjälmö 11, Kalvsvik 11, Karklö 11, Lillsved 11, Lådna 31, Löknäs 11, Myttinge 11, Nor 11, Norrnäs 11, Norråva 11, Nyvarp 11, Ramsjö 11, Siggesta med Eke och Kråklund 11, Skarpö 11, Skägga Väster 11, Skägga Östra 11, Skälvik 11, Sund med Söderåva och Rävsjö 11, Svartsjö 11 och 21, Träsket 11, Tynningö 11, Vreta 11, Vårholma 11.[6]

Åkers skeppslag:
- Ljusterö landskommun

### Från 1948
- Vaxholms stad (dock inte i åklagarhänseende)

Värmdö skeppslag:
- Djurö landskommun
- Möja landskommun
- Del av Värmdö landskommun:
  - Följande jordregisterenheter i Värmdö landskommun: Alsvik 11, Boda 11, Bolvik 11, Edslösa 11, Grinda 11, Gällnö 41, Gällnönäs 11, Hjälmö 11, Kalvsvik 11, Karklö 11, Lillsved 11, Lådna 31, Löknäs 11, Myttinge 11, Nor 11, Norrnäs 11, Norråva 11, Nyvarp 11, Ramsjö 11, Siggesta med Eke och Kråklund 11, Skarpö 11, Skägga Väster 11, Skägga Östra 11, Skälvik 11, Sund med Söderåva och Rävsjö 11, Svartsjö 11 och 21, Träsket 11, Tynningö 11, Vreta 11, Vårholma 11.[6]

Åkers skeppslag:
- Ljusterö landskommun

### Från 1 januari 1952
- Djurö landskommun
- Ljusterö landskommun
- Vaxholms stad
- Del av Värmdö landskommun:
  - Samftliga fastigheter inom följande jordregisterenheter i Värmdö landskommun: Alsvik 11, Boda 11, Bolvik 11, Edslösa 11, Grinda 11, Gällnö 41, Gällnönäs 11, Hjälmö 11, Kalvsvik 11, Karklö 11, Lillsved 11, Lådna 31, Löknäs 11, Myttinge 11, Nor 11, Norrnäs 11, Norråva 11, Nyvarp 11, Ramsjö 11, Siggesta med Eke och Kråklund 11, Skägga Väster 11, Skägga Östra 11, Skälvik 11, Sund med Söderåva och Rävsjö 11, Svartsjö 11 och 21, Träsket 11, Vreta 11, Vårholma 11.[10]